# Salem (Geòrgia)
Salem és una concentració de població designada pel cens dels Estats Units a l'estat de Geòrgia. Segons el cens del 2000 tenia 339 habitants.

## Demografia
Segons el cens del 2000, Salem tenia 339 habitants, 124 habitatges, i 94 famílies. La densitat de població era de 15,7 habitants/km².
Dels 124 habitatges en un 37,1% hi vivien nens de menys de 18 anys, en un 43,5% hi vivien parelles casades, en un 25,8% dones solteres, i en un 23,4% no eren unitats familiars. En el 21% dels habitatges hi vivien persones soles el 9,7% de les quals corresponia a persones de 65 anys o més que vivien soles. El nombre mitjà de persones vivint en cada habitatge era de 2,73 i el nombre mitjà de persones que vivien en cada família era de 3,17.
Per edats la població es repartia de la següent manera: un 23,9% tenia menys de 18 anys, un 11,2% entre 18 i 24, un 30,1% entre 25 i 44, un 26% de 45 a 60 i un 8,8% 65 anys o més.
L'edat mediana era de 36 anys. Per cada 100 dones de 18 o més anys hi havia 83 homes.
La renda mediana per habitatge era de 28.036 $ i la renda mediana per família de 22.788 $. Els homes tenien una renda mediana de 22.143 $ mentre que les dones 13.500 $. La renda per capita de la població era de 12.591 $. Entorn del 16% de les famílies i el 15,5% de la població estaven per davall del llindar de pobresa.

## Poblacions més properes
El següent diagrama mostra les poblacions més properes.